# Bicornitermes
Bicornitermes  (лат.) — род термитов семейства Kalotermitidae. Афротропика. Окраска желтовато-коричневая. Глаза крупные (диаметром 0,41—0,46 мм). Усики солдат 10-15-члениковые; жвалы короткие; пронотум уже или почти такой же ширины, что и голова; глаза непигментированные. Формула шпор голеней: 3-3-3.

## Систематика
4 вида. Род был описан в 1961 году американским термитологом Кумаром Кришной (англ. Kumar Krishna), во время ревизии семейства Kalotermitidae.
- Bicornitermes bicornis Krishna, 1961[2]typus — Африка, Конго
- Bicornitermes emersoni Krishna, 1962[4] — Африка, Конго
- Bicornitermes exsertifrons (Wilkinson, 1958)[6] — Афротропика
  - =Kalotermes exsertifrons Wilkinson, 1958
- Bicornitermes spinicollis (Wilkinson, 1958)[2] — Афротропика
  - =Kalotermes spinicollis Wilkinson, 1958